# Warsaw Village Band
Warsaw Village Band (с англ. — «Варшавский деревенский оркестр»)  — группа из Варшавы, Польша, которая исполняет мелодии традиционной польской народной музыки в сочетании с современными элементами. Также известна под польским названием Kapela ze Wsi Warszawa.

## О группе
Согласно манифесту группы, она была сформирован как ответ на массовую культуру и ограниченность взглядов, «что на самом деле ведет к [разрушению] человеческого достоинства»..Действительно, после падения Берлинской стены и расширения Европейского Союза на большинство бывших стран Варшавского договора экономика Польши резко выросла, в то же время привлекая инвестиции ряда транснациональных корпораций, что вызывает опасения по поводу глобализма и потери культурной идентичности Польши.
Warsaw Village Band должен был стать ответом на эту тенденцию, исследуя музыкальные традиции Польши и делая их актуальными для ее новой капиталистической экономики. Член Войцех Кшак заявил, что «после кошмара коммунизма мы всё ещё должны бороться за свою идентичность, и мы знаем, что красота и самобытность всё ещё лежат в наших корнях». Кшак также заявил, что группа «пытается создать новое культурное предложение для молодёжи, альтернативное современному шоу-бизнесу». Само название группы, кажется, указывает на то, что волнует Кшака в плане нового капитализма Польши: во многих крупных польских городах нет пригородов в традиционном понимании, что приводит к тревожащим переходам непосредственно от города к полям. С этой целью в Wykorzenienie (Выкорчёвывание) группа путешествовала по всей Польше, чтобы найти и записать старых музыкантов, которые всё ещё играли почти забытые стили музыки, а затем включили эти мелодии в новые песни и «разъяснили» их.
Группа также включает в свои песни социально-сознательные народные тексты. В песне «Кто выходит замуж» («Kto się żeni») на их втором альбоме «Народная весна» (Wiosna Ludu), обсуждается молодая деревенская девушка, которая отказывается выходить замуж, предпочитая «петь, танцевать и быть свободной», а не зависеть от кого-то.
Warsaw Village Band выступали на нескольких международных музыкальных фестивалях, в том числе на фестивале Roskilde в 2005 году в Дании, фестивале Masala в 2004 году в Ганновере, Германия, и на Международном фестивале этнической музыки 2000 года в Германии .

## Инструменты
Примечательно, что Warsaw Village Band возродил несколько музыкальных традиций, которые были почти уже утеряны в Польше. Группа использует инструменты, которые редко встречаются в современной музыке: рамные барабаны, шарманка и сука, польская народная скрипка 17-го века, остановленная не на пальцах, а на ногтях, подобно болгарской гадулке, саранги или ребеку. Эта suka была практически неизвестна польскому народу, пока участница Сильвия Свентковская не стала играть на ней на концертах группы, а позже и в произведениях, вошедших в её альбомы. Кроме того, многие из вокалов группы поются громко и мощно, что очень похоже на «открытые» стили пения в болгарской музыке, называемые «белый голос» (biały głos). Этот стиль пения использовали пастухи в польских горах, чтобы их слышали на больших расстояниях.

В альбом Wykorzenienie включены звуковые эффекты электронной сирены, созданные звукорежиссером группы Марио «Activator» Дзиурексом, что приводит к необычному сочетанию новых звуков со старыми мелодиями.

## Альбомы
- 1998 — Hop Sa Sa (выпущен в США и Великобритании как Kapela ze wsi Warszawa).
- 2002 — Wiosna Ludu (Народная весна)
- 2004 — (Wykorzenienie) Выкорчёвывание (искоренение).
- 2008 — Wymiksowanie (повышающее микширование).
- 2008 — (Infinity) Бесконечность.
- 2012 — (NORD) Норд.
- 2015 — (Święto słońca) Свенто Слоньца.
- 2017 — Re: akcja mazowiecka.
- 2020 — Uwodzenie.

## Награды
Warsaw Village Band были номинированы на премию «Новичок» на BBC Radio 3 World Music Awards в 2003 году и выиграли ее в 2004 году . Группа также выиграла польский музыкальный конкурс «Новые традиции» в 1998 году.
2005 г. — «Фредерик» — лучший польский фольклорный альбом года («Искоренение»).
2009 — «Фредерик» — четыре номинанта («Upmixing» получил награду в качестве лучшего польского альбома народной / мировой музыки).
2010 — «Фредерик» — два номинанта («Бесконечность» получила награду в качестве лучшего польского альбома народной / мировой музыки).
2016 — «Фредерик» — музыка лучших польских корней («Święto Słońca»).
2018 — «Фредерик» — музыка лучших польских корней («Re: akcja mazowiecka»).